# Abderrahmane Mostefa
Abderrahmane Mostefa, né le 28 novembre 1947 à Mostaganem et mort le 1er novembre 2024, est un réalisateur, documentariste, photographe et journaliste algérien.

## Biographie
Formé à la réalisation à l'Institut de technologie agricole de Mostaganem, à l'ORTF et l'École nationale supérieure Louis-Lumière de Paris, Abderrahmane Mostefa a réalisé plusieurs documentaires et reportages.
Il meurt d'un arrêt cardiaque dans la nuit du 31 octobre au 1er novembre 2024 à l'âge de 76 ans.

## Filmographie
- Notre terre vaut de l'or
- Demain reste toujours à faire
- Cassagne le camp de la mort[5]
- Kaki[6]
- Denis Martinez l'artiste pédagogue
- Les Cuves de la mort[7]
- Les Enfumades de la Dahra[8]

## Prix
- 1993 : Abderrahmane Mostefa obtient le Prix Unesco de la photographie[9]
- 1997 : Grand Prix de la Photographie de la ville d’Alger[9]
- 1998 : le Wissam Ali-Maâchi[10]